# Bissagos-Archipel
Der Bissagos-Archipel (auch Bijagós-Archipel oder Bissagosinseln) ist eine aus 88 Inseln bestehende Inselgruppe vor der Küste Guinea-Bissaus im Atlantischen Ozean.

## Geschichte
Zu vorkolonialen Zeiten spielte der Archipel eine zentrale Rolle im westafrikanischen Handel und seine Bewohner, die Bijagos, bauten eine starke Marine auf. Dies ermöglichte es den Bijagos, 1535 die Portugiesen von der Eroberung der Inseln abzuhalten. Erst 1936 wurde der letzte Aufstand der Bijagos auf den Inseln niedergeschlagen. Daraufhin wurden diese endgültig an die Kolonie Portugiesisch-Guinea angegliedert. Der Bissagos-Archipel wurde zusammen mit Portugiesisch-Guinea 1973/74 zum unabhängigen Guinea-Bissau. Die Inseln haben ein beachtliches Maß an Autonomie von Guinea-Bissau.
Heute haben etwa 21 Inseln eine größere Bevölkerung, die anderen Inseln sind nur geringfügig bewohnt. Die Inseln Bubaque, Bolama, Uno, Canhabaque sind die meistbevölkerten mit mehr als 2000 Bewohnern. Ein wenig Tourismus ist auf den Inseln Bubaque, Rubane, Bolama, Orango und João Vieira zu verzeichnen. Seit 2025 gehört das Bissagos-Archipel zum UNESCO-Weltnaturerbe.

## Geographie
Die gesamte Inselgruppe wurde 1996 von der UNESCO zum Biosphärenreservat ernannt. Die südlichen Inseln sind heute ein Naturreservat.
Die 21 größten Inseln sind
- im Nordosten (Sektor Bolama):
  - Bolama (98,1 km², 6024 Einwohner)
  - Galinhas (1633 Einwohner)
- im Süden (Sektor Bubaque):
  - Bubaque (75 km², 6429 Einwohner)
  - Canhabaque / Roxa (111 km², 2478 Einwohner)
  - Menegue (122 Einwohner)
  - Orangozinho (107,0 km², 706 Einwohner)
  - Soga (842 Einwohner)
  - Rubane (165 Einwohner)
  - João Vieira (6 km²)
- im Nordwesten (Sektor Caravela):
  - Carache (80,4 km², 428 Einwohner)
  - Caravela (125,7 km², 907 Einwohner)
  - Formosa (140,3 km², 1873 Einwohner)
  - Maio (436 Einwohner)
  - Ilha da Ponta (Nago, 619 Einwohner)
  - Unhocomo (678 Einwohner)
  - Unhocomozinho (160 Einwohner)
  - Enu
  - Edana
- im Westen (Sektor Uno, 2004 aus Caravela ausgegliedert):
  - Uno (104,0 km², 3324 Einwohner, früher im Sektor Caravela)
  - Uracane (1181 Einwohner, früher im Sektor Caravela)
  - Canogo oder Ganogo (458 Einwohner, früher im Sektor Bubaque)
  - Orango oder Orango Grande (122,7 km², 1250 Einwohner, früher im Sektor Bubaque)
  - Eguba (158 Einwohner)

Der im Südosten gelegene, unbewohnte Archipel rund um die Inseln João Vieira, Cavalhos, Ilhéu do Meio und Poilão hat insgesamt rund 10 km² Fläche und gehört administrativ ebenfalls zur Region Bolama, jedoch geographisch nicht zum Bissagos-Archipel, ebenso der vor Bolama gelegene Bereich auf dem Festland mit 2549 Einwohnern.

## Demografie
19 Inseln sind dichter bevölkert, viele der übrigen Inseln sind u. a. auch wegen ihrer geringen Fläche unbewohnt. Die Bevölkerung besteht größtenteils aus den etwa 33.000 Angehörigen des Bijagos-Volkes, das die Sprache Bidyogo spricht.

## Wirtschaft
Die traditionelle Wirtschaft basiert auf der Fischerei, dem Anbau von Reis und der Gewinnung von Palmöl. Der Tourismus spielt bislang nur eine untergeordnete Rolle.

## Kultur

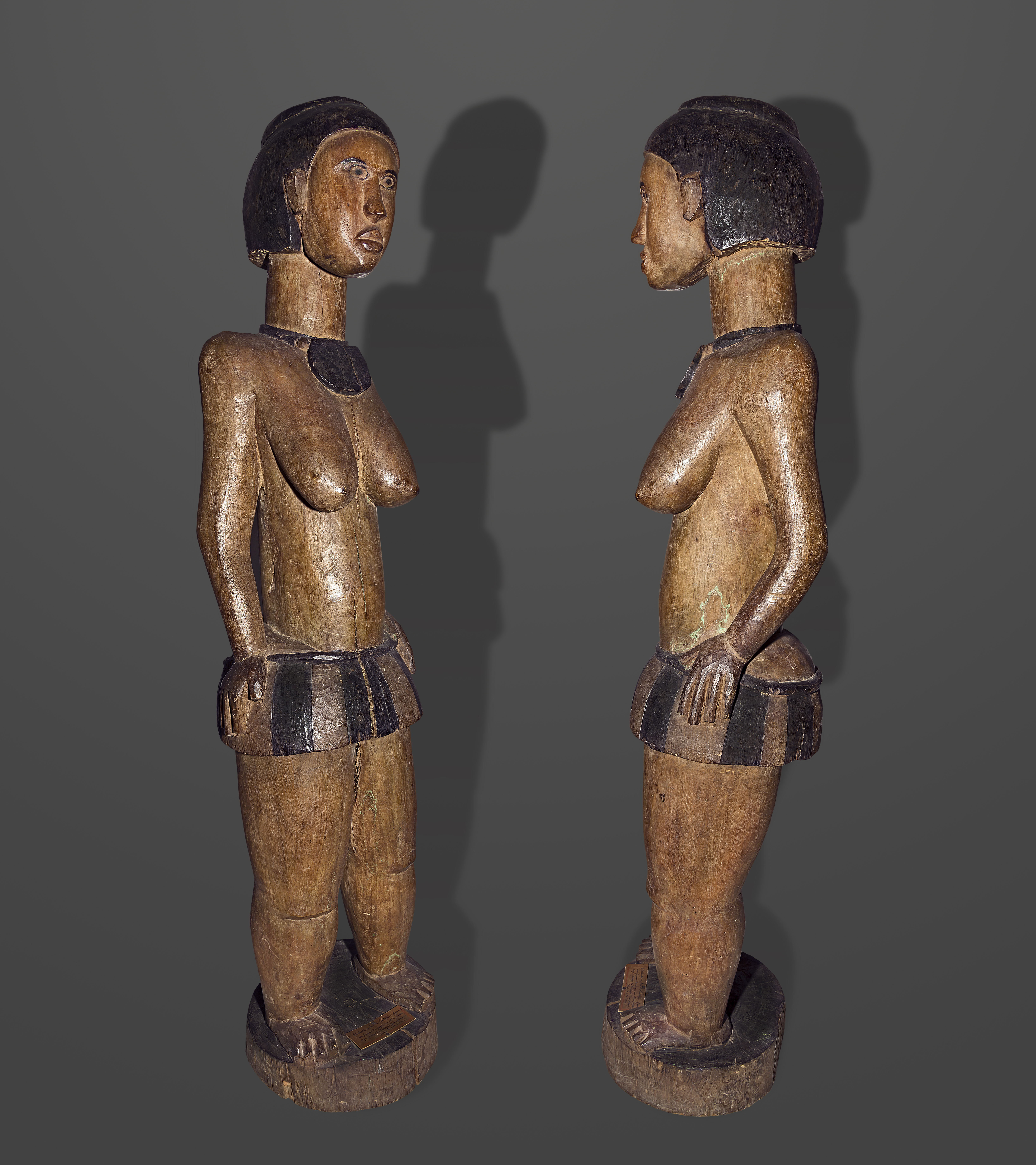
Frauenskulptur

Frauen hatten und haben in der Kultur der Bijagos eine große Bedeutung. In der Kolonialzeit gab es auf dem Archipel mehrere Herrscherinnen, wie Idiana Ibop auf Canhabaque oder Okinka Pampa auf Orango. Noch heute dominieren die Frauen auf Orango die Gesellschaft und die Entscheidungsgewalt liegt in der Hand von Königinnen.
Die Frauen spielen eine wichtige Rolle im sozialen Leben. Die Mehrheit des Bissago-Volkes praktiziert traditionelle Religionen und glaubt, dass die so genannten Iran-Figuren im Besitz von Gottheiten sind und viele Eigenschaften haben. So dienen sie als zentrales Objekt von Gottheitszeremonien, als Beschützer der Haushalte gegen Flüche und als Heiler. Sie werden an besonderen Stellen im Haus aufgestellt und es werden ihnen Opfer gebracht.
Eine kleine Volksgruppe, die Bijugo, sind bedeutende Bildhauer, die Fruchtbarkeitsmasken, Kultgeräte, Ahnenfiguren und naturalistische Tiermasken (Büffel, Vögel) herstellen.

## Verwaltung
Verwaltungsmäßig bildet der Archipel die Region Bolama, eine von acht Verwaltungsregionen des Landes.